# Кіома-Вілледж (Айова)
Кіома-Вілледж (англ. Keomah Village) — місто (англ. city) в США, в окрузі Махаска штату Айова. Населення — 110 осіб (2020).

## Географія
Кіома-Вілледж розташована за координатами 41°17′19″ пн. ш. 92°32′12″ зх. д. / 41.28861° пн. ш. 92.53667° зх. д. (41.288547, -92.536766).  За даними Бюро перепису населення США в 2010 році місто мало площу 0,09 км², уся площа — суходіл.

## Демографія
Згідно з переписом 2010 року, у місті мешкали 84 особи в 39 домогосподарствах у складі 32 родин. Густота населення становила 969 осіб/км².  Було 48 помешкань (553/км²).
Расовий склад населення:
| - 100,0 % — білих |

До двох чи більше рас належало 0,0 %. Частка іспаномовних становила 3,6 % від усіх жителів.
За віковим діапазоном населення розподілялося таким чином: 9,5 % — особи молодші 18 років, 65,5 % — особи у віці 18—64 років, 25,0 % — особи у віці 65 років та старші. Медіана віку мешканця становила 54,8 року. На 100 осіб жіночої статі у місті припадало 104,9 чоловіків;  на 100 жінок у віці від 18 років та старших — 105,4 чоловіків також старших 18 років.
Середній дохід на одне домашнє господарство  становив 64 191 долар США (медіана — 60 625), а середній дохід на одну сім'ю — 81 729 доларів (медіана — 76 250). За межею бідності перебувало 9,4 % осіб, у тому числі 0,0 % дітей у віці до 18 років та 0,0 % осіб у віці 65 років та старших.
Цивільне працевлаштоване населення становило 32 особи. Основні галузі зайнятості: освіта, охорона здоров'я та соціальна допомога — 40,6 %, виробництво — 25,0 %, науковці, спеціалісти, менеджери — 12,5 %, публічна адміністрація — 6,3 %.